# Minador

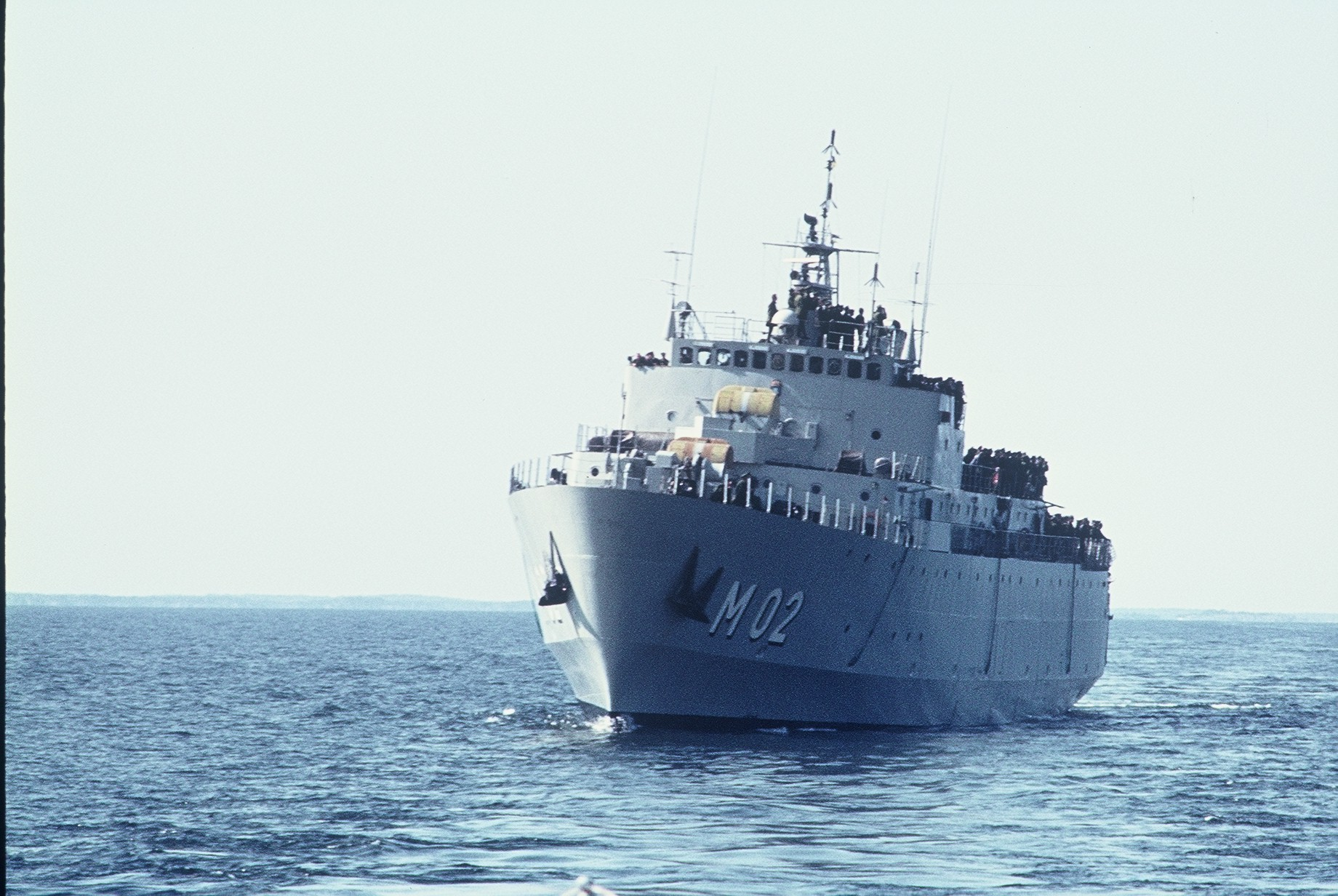
Minador sueco HMS Älvsborg.

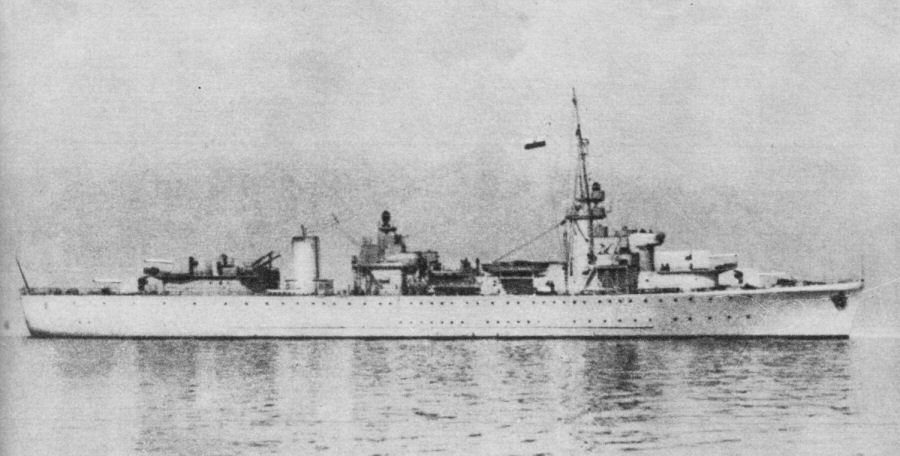
Minador grande polaco de la Segunda Guerra Mundial ORP Gryf.

Un minador es un tipo de buque de guerra usado para desplegar un campo de minas navales.
Uno de los minadores más famosos fue el Nusrat de la Marina Imperial Otomana, activo durante la Batalla de Galípoli en la Primera Guerra Mundial. Este buque desplegó los campos de minas que hundieron a los acorazados ingleses HMS Irresistible, HMS Ocean y al acorazado francés Bouvet en los Dardanelos el 18 de marzo de 1915. 
Los minadores rusos también se mostraron eficientes, hundiendo a los acorazados japoneses Hatsuse y Yashima en 1904 durante la Guerra Ruso-Japonesa.
En España, se usaron cañoneros-minadores, buques que combinaban las funciones de ambos tipos de barco, destacando la actuación durante la Guerra Civil de los cañoneros-minadores de Clase Júpiter en el bando sublevado.
En la Segunda Guerra Mundial, los británicos emplearon los minadores de clase Abdiel como minadores y como transportes a las guarniciones aisladas, tales como Malta y Tobruk. Su alta velocidad (más de 40 nudos), combinada con su alta capacidad de carga, hizo que fueran muy valorados. Los franceses aplicaron el mismo concepto con el Plutón.
Un minador naval puede variar considerablemente de tamaño, desde los pocos cientos de toneladas de buques costeros, hasta buques con un desplazamiento similar al de un destructor con varios miles de toneladas.
Además de su correspondiente carga de minas navales, suelen llevar otras armas para su defensa.